# Lode Runner's Rescue
Lode Runner's Rescue (en français Le Sauvetage de Lode Runner) est un jeu d'action datant de 1985. Le jeu a été réalisé par Joshua Scholar pour l'entreprise Synapse Software. Le jeu a été développé par cette même entreprise afin d'être joué sur Commodore 64 et sur Atari 8-bits. Contrairement au 1er opus, qui est dessiné à partir d'une vue de côté, Lode Runner's Rescue utilise une projection isométrique pour une sensation 3D.

## Scénario
Dans cet opus, le personnage de l'opus précédent a été capturé et le joueur joue la fille de Lode Runner afin de tenter de libérer ce dernier.

## Accueil critique
Le jeu a été bien accueilli par la presse, et notamment par Ahoy!, Analog Computing, Atari Explorer, et Commodore Magazine, qui décrivaient le succès connu par le jeu comme étant une surprise. Computer Gaming World a fait l’éloge des graphismes de la version Atari mais a posé la question suivante: "Dans quelle mesure est-il probable qu’un jeu avec des filles, des souris, des chats et des champignons magiques s’appelle Lode Runner's Rescue ? Le journal a spéculé que l'éditeur a mis le nom de la série sur un jeu sans rapport.